# The Secret Is Love
"The Secret Is Love" (svenska: Hemligheten är kärlek) är en låt framförd av den österrikiska sångerskan Nadine Beiler. Låten representerade Österrike vid Eurovision Song Contest 2011 i Düsseldorf, Tyskland. Låten är komponerad av Thomas Rabitsch samt skriven av Nadine Beiler. I finalen den 14 maj 2011 slutade hon på artonde plats med 64 poäng. Den släpptes som singel den 3 januari 2011 till hennes andra studioalbum I've Got a Voice.